# Залозный, Николай Григорьевич
Николай Григорьевич Залозный (16 октября 1925 — 7 апреля 1982) — белорусский и советский художник украинского происхождения.

## Биография
Родился в селе Княжичи, Киевская область в семье Григория Ивановича Залозного. Участник Великой Отечественной войны, участвовал в освобождении Праги.
В 1954 году окончил Минское художественное училище, а в 1959 — Белорусский театрально-художественный институт. Его учителями были В. Волков, А. Мозолёв, В. Цвирко. Преподавал в Минском художественном училище (1960—1971) и Белорусском театрально-художественном институте (1971—1982).
Участник выставок с 1959 года, его полотна демонстрировались в том числе за границей: в Австрии, Болгарии, Венгрии, Италии. Работал в стиле станковой живописи. Создавал тематические холсты, натюрморты, пейзажи, портреты. Для творчества характерно возвышенно-эмоциональное звучание, которое создавалось использованием напряжённого контраста цветовых сочетаний. Значительная часть работ посвящена войне. Основными работами являются: «Студенты», «Сказка», «Маки». Его произведения хранятся в Национальном художественном музее Беларуси и в музее современного искусства в Минске.
Дочь Николая Залозная Наталья, пошла по стопам отца, также занявшись живописью, проживает в Бельгии.